# Christian Gustav Wedel Jarlsberg
Christian Gustav greve Wedel Jarlsberg (15. maj 1692 på Evenburg – 20. december 1712 ved Gadebusch) var en dansk officer, bror til Frederik Anton Wedel Jarlsberg og Georg Ernst Wedel Jarlsberg.
Han var søn af grev Georg Ernst Wedel Jarlsberg og Wilhelmine Juliane komtesse von Aldenburg. Wedel var 1703-08 på Det ridderlige Akademi i København, blev 1704 fænrik ved Garden til Fods, 1708 kaptajn i generalstaben og samme år kammerherre, 1710 kompagnichef i Livgarden. Wedel døde som følge af de kvæstelser, han pådrog sig i slaget ved Gadebusch. Han var ugift.